# SN 2007jx
SN 2007jx – supernowa typu Ia odkryta 15 września 2007 roku w galaktyce A200232+0022. W momencie odkrycia miała maksymalną jasność 21,00m.